# Landbouwkrediet-Colnago (wielerploeg)/2003
Deze pagina geeft een overzicht van de Landbouwkrediet-Colnago-wielerploeg in 2003.

## Algemene gegevens
Sponsor: Landbouwkrediet, Colnago
Algemeen manager: Gérard Bulens
Ploegleiders: Willy Geukens, Jozef De Bilde, Olivano Locatelli, Marco Saligari
Fietsmerk: Colnago

## Lijst van renners
| Naam                       | Geboortedatum | Nationaliteit | Ploeg 2002        |
| -------------------------- | ------------- | ------------- | ----------------- |
| Sergej Advejev             | 24-09-1976    | Oekraïne      |                   |
| Santo Anzà                 | 17-11-1980    | Italië        |                   |
| Lorenzo Bernucci           | 15-09-1979    | Italië        |                   |
| Volodymyr Bileka           | 06-02-1979    | Oekraïne      |                   |
| Tony Bracke                | 15-12-1971    | België        | Palmans-Collstrop |
| Ludovic Capelle            | 27-02-1976    | België        | AG2r Prévoyance   |
| Bert De Waele              | 21-07-1975    | België        |                   |
| Ludo Dierckxsens           | 14-10-1964    | België        | Lampre-Daikin     |
| Volodymyr Doema            | 02-03-1972    | Oekraïne      | Panaria-Fiordo    |
| Roeslan Hrysjtsjenko       | 04-02-1981    | Oekraïne      |                   |
| Erik Lievens               | 04-10-1979    | België        |                   |
| Claudio Lucchini           | 19-06-1976    | Italië        |                   |
| Joeri Metloesjenko         | 04-01-1976    | Oekraïne      |                   |
| Jaroslav Popovytsj         | 04-01-1980    | Oekraïne      |                   |
| Salvatore Scamardella      | 04-01-1979    | Italië        |                   |
| Tom Steels                 | 02-09-1971    | België        | Mapei-QuickStep   |
| Marc Streel                | 12-08-1971    | België        |                   |
| Tom Stremersch             | 29-05-1975    | België        | Lotto-Adecco      |
| Michail Timosjin           | 20-11-1980    | Rusland       |                   |
| Tomas Vaitkus              | 04-02-1982    | Litouwen      | Neo               |
| Kurt Van Landeghem         | 29-05-1972    | België        |                   |
| Wesley Van Speybroeck      | 18-05-1978    | België        | Lotto-Adecco      |
| Johan Verstrepen           | 21-10-1967    | België        | Lampre-Daikin     |
| Nico Weynants              | 27-03-1974    | België        |                   |
|                            |               |               |                   |
| Ludovic Draux (stagiair)   | 11-02-1981    | België        |                   |
| Maxime Monfort (stagiair)  | 14-01-1983    | België        |                   |
| Stefan Wijnands (stagiair) | 27-03-1981    | België        |                   |

## Belangrijke overwinningen
| GP La Marseillaise Winnaar: Ludo Dierckxsens Ster van Bessèges 3e etappe: Tom Steels Scheldeprijs Winnaar: Ludovic Capelle Ronde van België 1e etappe: Tom Steels Ronde van Oostenrijk 7e etappe: Tom Steels Ronde van de Doubs Winnaar: Bert De Waele Rothaus Regio-Tour 4e etappe: Volodymyr Doema Ronde van Denemarken 2e etappe: Joeri Metloesjenko 5e etappe: Tomas Vaitkus Ronde van Poitou-Charentes 1e etappe: Joeri Metloesjenko |

1992 · 1993 · 1994 · 1995 · 1996 · 1997 · 1998 · 1999 · 2000 · 2001 · 2002 · 2003 · 2004 · 2005 · 2006 · 2007 · 2008 · 2009 · 2010 · 2011 · 2012 · 2013 · 2014